# Lista de representantes do Irã ao Oscar de melhor filme internacional

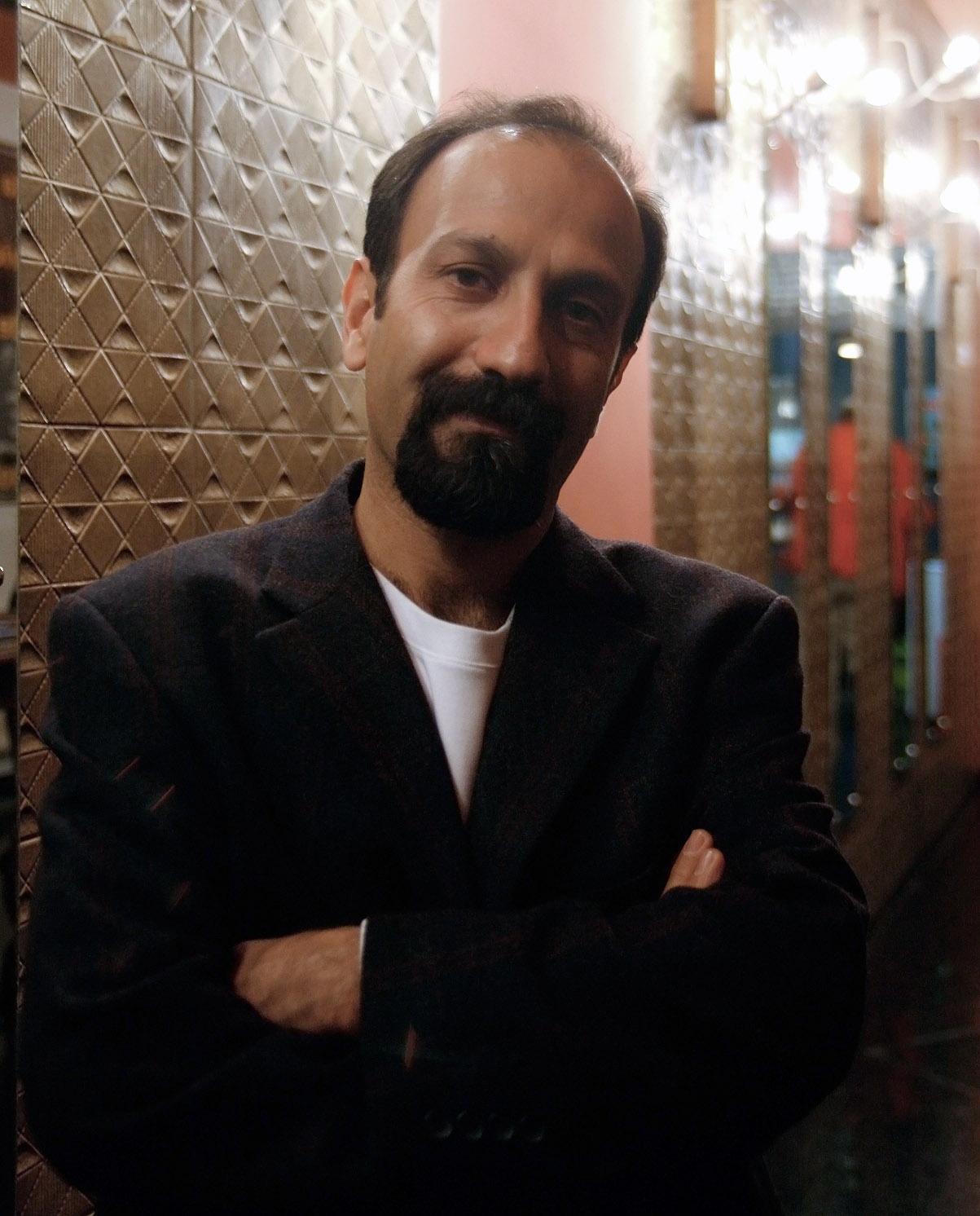
Asghar Farhadi, diretor de Jodaeiye Nader az Simin (2011), o primeiro filme iraniano a receber o Oscar de melhor filme internacional.

O Irã tem enviado filmes ao Oscar de melhor filme internacional regularmente desde 1994. Antes da Revolução Islâmica de 1979, o Irã Imperial enviou um único filme em 1977.
O Irã enviou um total de vinte e seis filmes para o Oscar e três receberam uma indicação. Dos três filmes, Jodaeiye Nader az Simin e Forushande venceram o prêmio. Seis dos filmes inscritos foram dirigidos por Majid Majidi e cinco deles, por Asghar Farhadi. Bahman Ghobadi e Reza Mirkarimi foram escolhidos para representar o Irã no Oscar em duas ocasiões.
Em 24 de setembro de 2012, o filme Ye habe ghand foi selecionado como o inscrito iraniano ao Oscar de Melhor Filme Internacional na edição de 2013. No entanto, no mesmo dia, o chefe do governo do Irã que controlava o cinema nacional convocou um boicote ao Oscar devido ao vídeo de Innocence of Muslims no YouTube, original dos Estados Unidos. A Reuters reportou que o Ministro da Orientação Islâmica e da Cultura do Irã, Mohammad Hosseini, confirmou que o Irã iria boicotar.

## Filmes
A Academia de Artes e Ciências Cinematográficas convida as indústrias cinematográficas de vários países a enviar seus melhores filmes para o Oscar de Melhor Filme Internacional desde 1956. O Comitê de Filmes Internacionais dirige o processo e revê todos os filmes enviados. Depois disso, eles votam via voto secreto para determinar os cinco indicados para o prêmio. Antes da premiação ser criada, o Conselho de Governadores da Academia votava em um filme todo ano que era considerado o melhor filme de língua estrangeira lançado nos Estados Unidos e não havia enviados.
O indicado iraniano é selecionado no segundo semestre por um comitê apontado pela Farabi Cinematic Foundation. Apesar das relações fracas com os Estados Unidos, o Irã participa da premiação desde 1994, faltando em apenas um ano. Eles tentaram retirar sua inscrição de 1995, Badkonake Sefid, depois de enviá-lo para Hollywood, mas a Academia se recusou a aceitar a retirada.
Todos os filmes selecionados são principalmente em persa, exceto por dois filmes em curdo e um em francês. Além disso, em pelo menos onze ocasiões, filmes feitos por diretores iranianos representaram outros países: I love Vienna e Ein Augenblick Freiheit (Áustria), Persepolis (França), Baba Joon (Israel), Utopia e Raftan (Afeganistão), Under the Shadow e Winners (Reino Unido), Yeva (Armênia), Gräns (Suécia) e Holy Spider (Dinamarca).
A lista abaixo contém os filmes enviados pelo Irã para análise da Academia.
| Ano (Cerimônia) | Título romanizado               | Título original em persa | Título em português        | Diretor(a)                     | Resultado    |
| --------------- | ------------------------------- | ------------------------ | -------------------------- | ------------------------------ | ------------ |
| 1977 (50ª)      | Dayereh mina                    | دايره مينا               |                            | Dariush Mehrjui                | Não indicado |
| 1994 (67ª)      | Zire darakhatan zeyton          | زیر درختان زیتون         | Através das Oliveiras      | Abbas Kiarostami               | Não indicado |
| 1995 (68ª)      | Badkonake Sefid                 | بادکنک سفید              | O Balão Branco             | Jafar Panahi                   | Não indicado |
| 1997 (70ª)      | Gabbeh                          | گبه                      | Gabbeh                     | Mohsen Makhmalbaf              | Não indicado |
| 1998 (71ª)      | Bacheha-Ye aseman               | بچه های آسمان            | Filhos do Paraíso          | Majid Majidi                   | Indicado     |
| 1999 (72ª)      | Rang-e khoda                    | رنگ خدا                  | A Cor do Paraíso           | Majid Majidi                   | Não indicado |
| 2000 (73ª)      | Zamani barayé masti asbha       | زمانی برای مستی اسب‌ها    | Tempo de Embebedar Cavalos | Bahman Ghobadi                 | Não indicado |
| 2001 (74ª)      | Baran                           | باران                    | Baran                      | Majid Majidi                   | Não indicado |
| 2002 (75ª)      | Man, Taraneh, panzdah sal daram | من ترانه 15 سال دارم     |                            | Rasul Sadrameli                | Não indicado |
| 2003 (76ª)      | Nafas-e amigh                   | نفس عمیق                 |                            | Parviz Shahbazi                | Não indicado |
| 2004 (77ª)      | Lakposhtha parvaz mikonand      | لاک‌پشت‌ها هم پرواز می‌کنند | Tartarugas Podem Voar      | Bahman Ghobadi                 | Não indicado |
| 2005 (78ª)      | Kheili dour, Kheili nazdik      | خیلی دور خیلی نزدیک      |                            | Reza Mirkarimi                 | Não indicado |
| 2006 (79ª)      | Café Transit                    | کافه ترانزیت             |                            | Kambuzia Partovi               | Não indicado |
| 2007 (80ª)      | Mim mesle madar                 | میم مثل مادر             |                            | Rasul Mollagholipour           | Não indicado |
| 2008 (81ª)      | Avaze gonjeshk-ha               | آواز گنجشکها             | A Canção dos Pardais       | Majid Majidi                   | Não indicado |
| 2009 (82ª)      | Darbareye Elly                  | ...درباره الی            | Procurando Elly            | Asghar Farhadi                 | Não indicado |
| 2010 (83ª)      | Farewell Baghdad                | بدرود بغداد              |                            | Mehdi Naderi                   | Pré-lista    |
| 2011 (84ª)      | Jodaeiye Nader az Simin         | جدایی نادر از سیمین      | A Separação                | Asghar Farhadi                 | Oscar        |
| 2013 (86ª)      | Le Passé                        | گذشته                    | O Passado                  | Asghar Farhadi                 | Não indicado |
| 2014 (87ª)      | Emrouz                          | امروز                    |                            | Reza Mirkarimi                 | Não indicado |
| 2015 (88ª)      | Mohammad Rasoolollah            | محمد رسول‌الله            |                            | Majid Majidi                   | Não indicado |
| 2016 (89ª)      | Forushande                      | فروشنده                  | O Apartamento              | Asghar Farhadi                 | Oscar        |
| 2017 (90ª)      | Nafas                           | نفس                      | Respiro                    | Narges Abyar                   | Não indicado |
| 2018 (91ª)      | Bedoone Tarikh, Bedoone Emza    | بدون تاریخ، بدون امضاء   | Sem Data, Sem Assinatura   | Vahid Jalilvand                | Não indicado |
| 2019 (92ª)      | Finding Farideh                 | در جستجوی فریده          |                            | Kourosh Ataee, Azadeh Moussavi | Não indicado |
| 2020 (93ª)      | Khorshid                        | خورشید                   | Crianças do Sol            | Majid Majidi                   | Pré-lista    |
| 2021 (94ª)      | Ghahreman                       | قهرمان                   | Um Herói                   | Asghar Farhadi                 | Pré-lista    |
| 2022 (95ª)      | Jang-e jahani sevom             | جنگ جهانی سوم            |                            | Houman Seyyedi                 | Não indicado |